# Sebranice (okres Svitavy)
Obec Sebranice se nachází v okrese Svitavy v Pardubickém kraji. Žije zde 984 obyvatel.

## Historie
- První písemná zmínka o obci pochází z roku 1043.
- 2. polovina 13. století původně raně gotický jednolodní kostel sv. Mikuláše[4]
- 2. polovina 17. století přestavba kostela sv. Mikuláše (letopočet 1684 na portálu sakristie)[4]
- 1709 a 1768 rozsáhlá přestavba kostela - přistavěna věž a boční (severní a jižní) kostelní loď[4]
- 19. června 1848 v 15 hodin se strhla nad okolím Sebranic bouře, krupobití spolu s velkou povodní, které způsobily značné škody na úrodě a zahynul jeden člověk.[5]
- 20. června 1850 vypukla v obci Lubná cholera, která se rozšířila v obcích Pohora, Třemošná a Širokém Dole.[5]
- 1868 rozšířen a opraven hřbitov[5]

### Historie školy

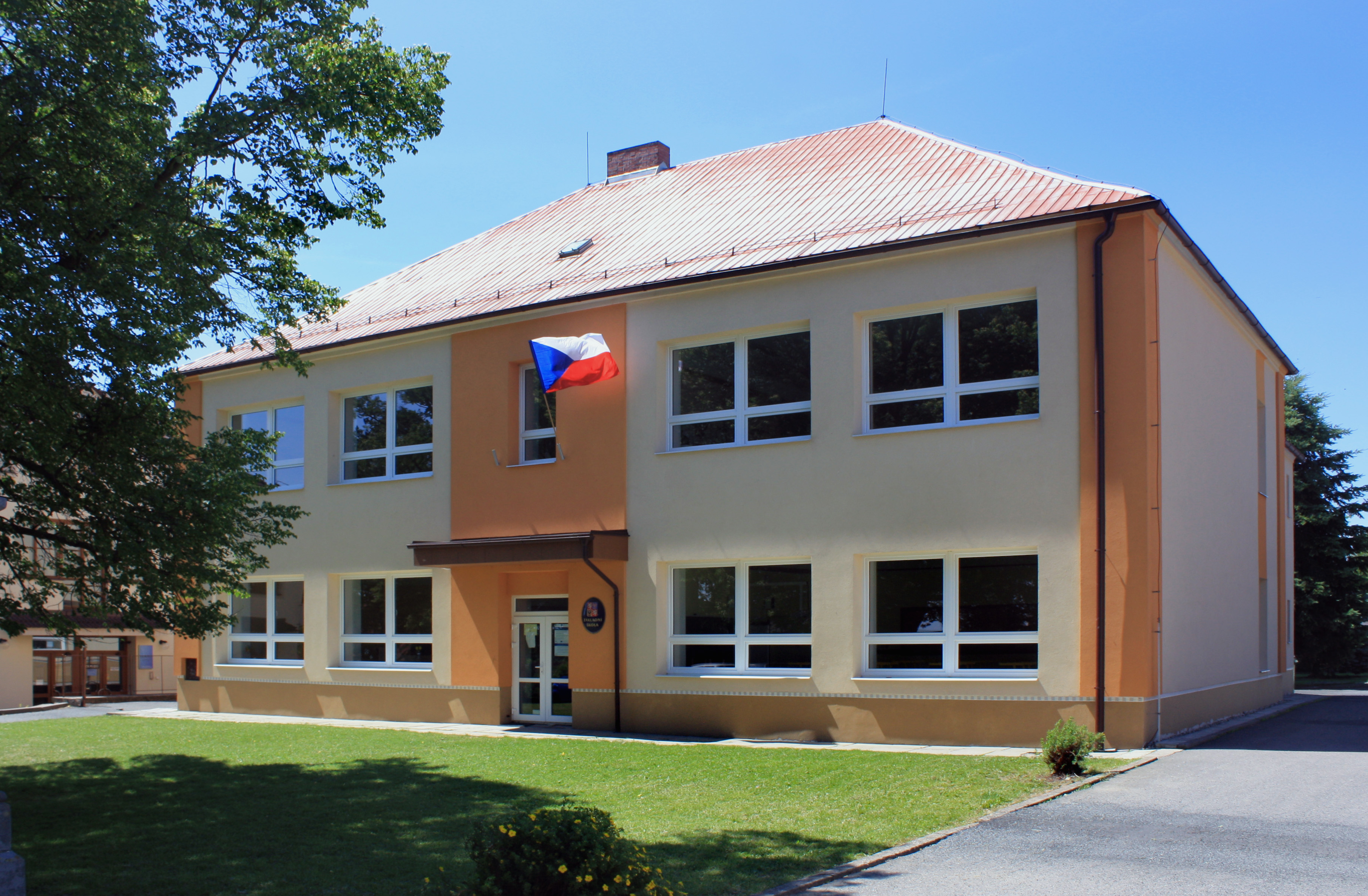
Budova základní školy

- Podle pamětní knihy fary v Sebranicích byla škola zřízena v roce 1664 a to za prvního faráře P. Laurentia Jiřičky.[5]
- Podle Fasse z 12. února 1799 k sebranické škole byly přiškoleny následující obce Třemošná, Pohora, Kaliště, Lubná, Střítež, Lesník (Lezník) a Haná. Celkem docházelo do školy 245 dětí.[5]
- 11. července 1838 položen základní kámen stavby nového učitelského bytu[5]
- Dne 28.12.1873 proběhlo jednání o stavbě nové školní budovy se zástupci přiškolených obcí. Tři návrhy : I. zbořit dosavadní budovu, II. přistavět nové dvě třídy III. výstavba nové školy na novém místě[5]
- Výnosem zemské školní rady z 29. července 1874 rozšířena dvoutřídní škola v Sebranicích počátkem školního roku 1875/76 o třetí třídu. Z jara 1875 přikročeno k očekávané stavbě nové školní budovy nákladem obcí Sebranice, Třemošná, Pohora, Kaliště a Hochvaldu. 30. dubna 1875 vyměřeny základy pro stavbu a 29.10.1876 slavnostní otevření nové školy.[5]

Jména prvních učitelů a podučitelů:
- František Stříteský (1783)
- Hynek Stehlík
- Jan Šreiber ze Skrovnice ( od r. 1798 učitel v Sebranicích, + 21.6.1834), od r. 1821 pomocný učitel Jan Štyrský ze Skutče
- Jan Břicháček z Nových Hradů (od 19.5.1831 školní provisor, 1835 jmenován pomocným učitelem na filiální škole v Širokém Dole, 31.10.1839-1843 řídící učitel v Sebranicích, +22.2.1850 Polička). Pomocný učitel Václav Hatle.
- Václav Zavřel ze Zámrsku (nar. 1783, r. 1800 absolvoval přípravný kurz na c.k. hlavní škole v Poličce, r.1802 působí v Cerekvici od r. 1815 jako učitel, r.1806 zkoušky na hlavní škole v Hradci Králové, od 27.7.1834 učitel v Sebranicích)
- Václav Kreml (pomocný učitel v Dolním Újezdu, od 28.11.1843 řídící učitel v Sebranicích, + 15.5.1870). Pomocní učitelé : Josef Píše (od r.1877 jmenován jako druhý učitel v Sebranicích), Jan Vejman (do r. 1872), František Lněnička ze Střenice (1872-1873), Josef Bürgl z Poličky (1873), Tobiáš Racek z Litomyšle (1873), František Mrština z Litomyšle (1973-1874), Josef Kovanda (1874),Josef Čuda (1874),Jan Šubrt(1875), Josef Kaňák z Poličky (1876-1878), Karel Dědourek z Litomyšle (nově vzniklé místo učitele, 1876-), August Sobotka z Polné (1878-)
- Josef Vaníček z Voznic u Hradce Králové (od r. 1869 prozatímní učitel, r. 1876 řídící učitel v Sebranicích)

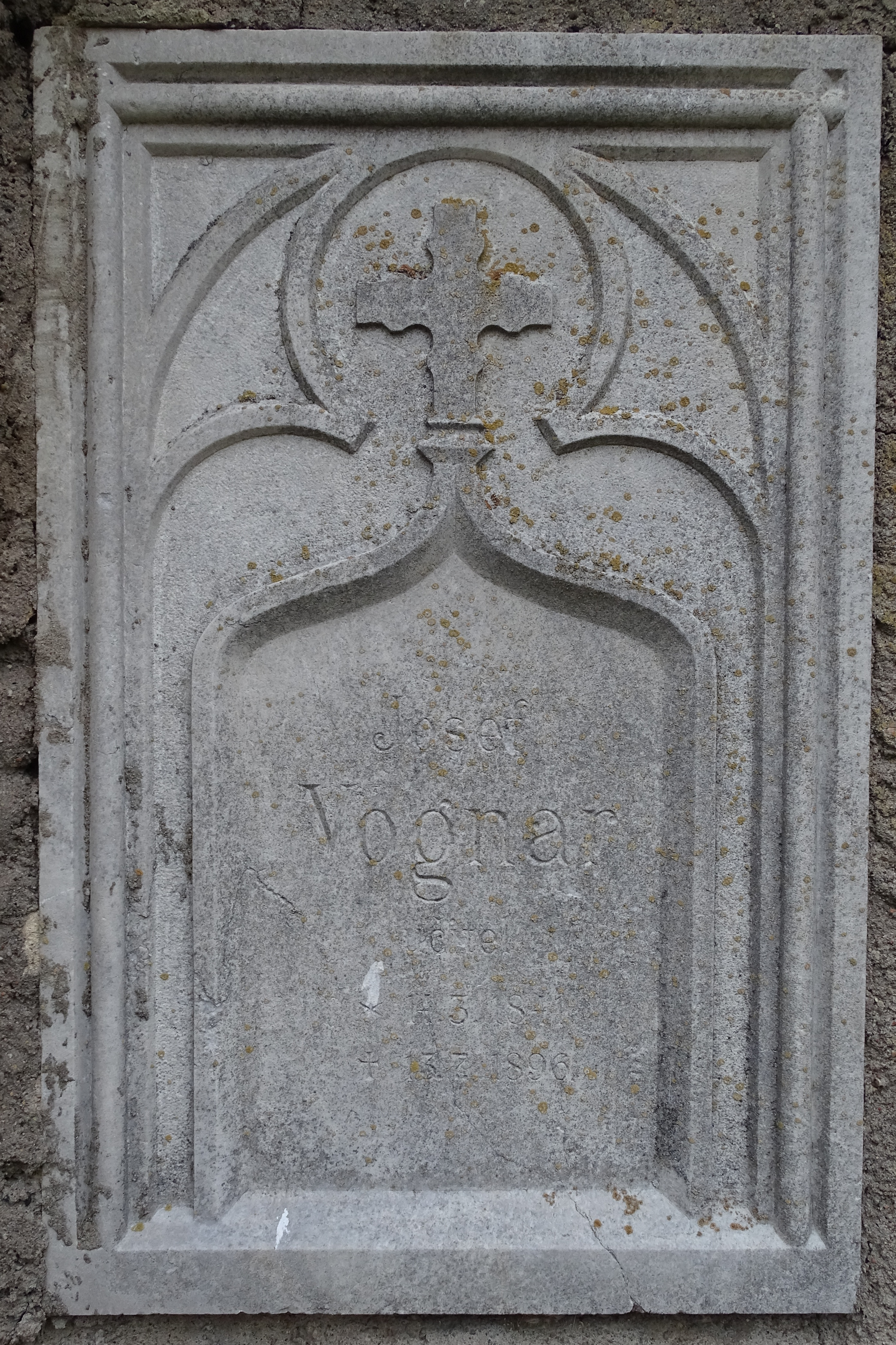
Josef Vognar (1841-1896) učitel

- Josef Vognar (1841-1896) učitelKateřina Vaníčková (od 13.2.1878 industriální učitelka)

## Pamětihodnosti
- Kostel svatého Mikuláše
- Hrob sovětských vojínů
- Hrob obětem první světové války
- Hrob Josefa Paclíka, štábního rotmistra zahraničního vojska, zemřel 11. 10. 1944 u Dunkerque
- Fara

## Sport

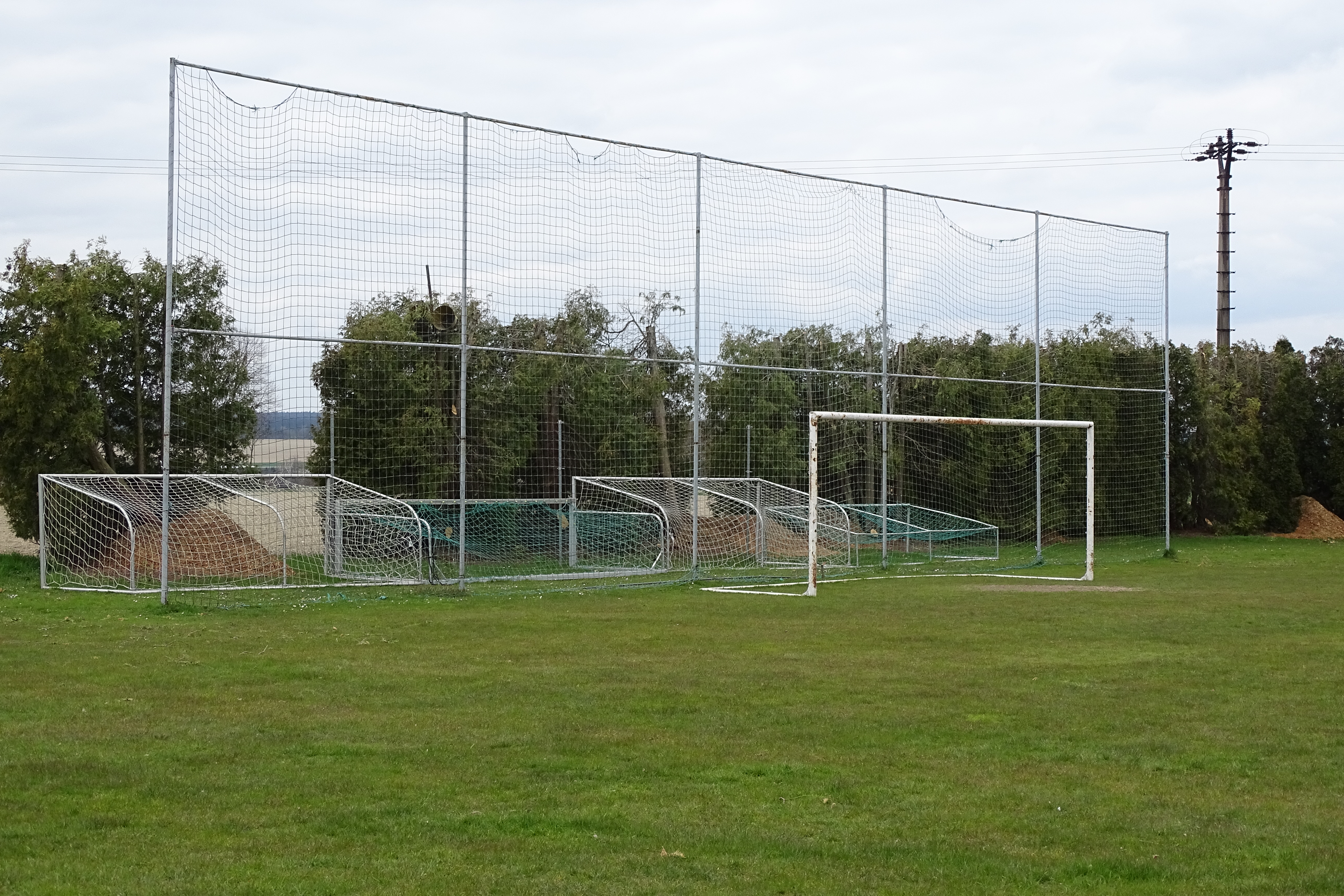
Fotbalové hřiště v Sebranicích

FK Sebranice (založen r. 1954, soutěž: III. třída mužů) 

## Části obce
- Sebranice (k. ú. Sebranice u Litomyšle, Kaliště u Sebranic a zčásti Pohora)
- Vysoký Les (k. ú. Pohora)

## Další fotografie

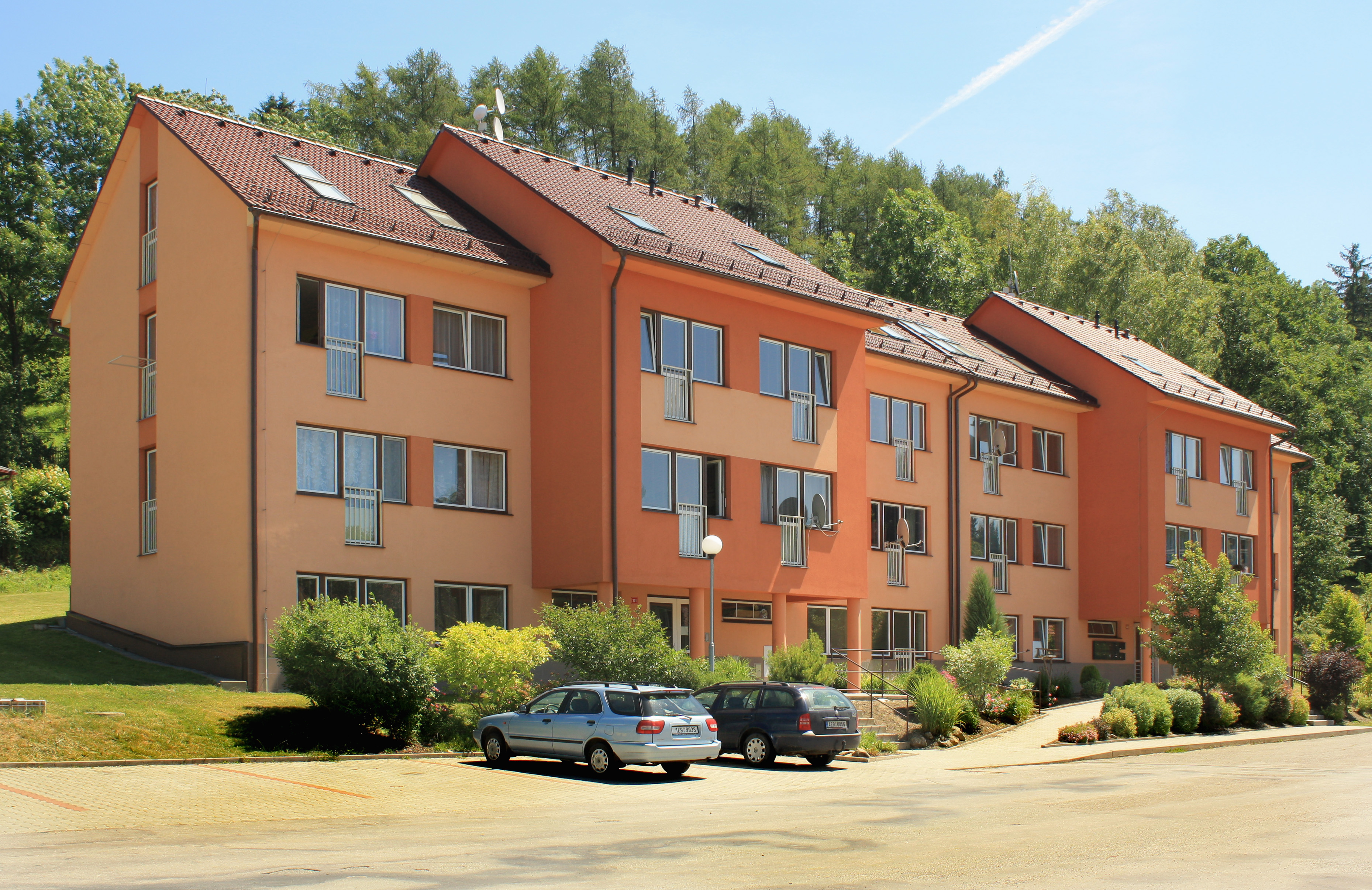
Barevný bytový dům
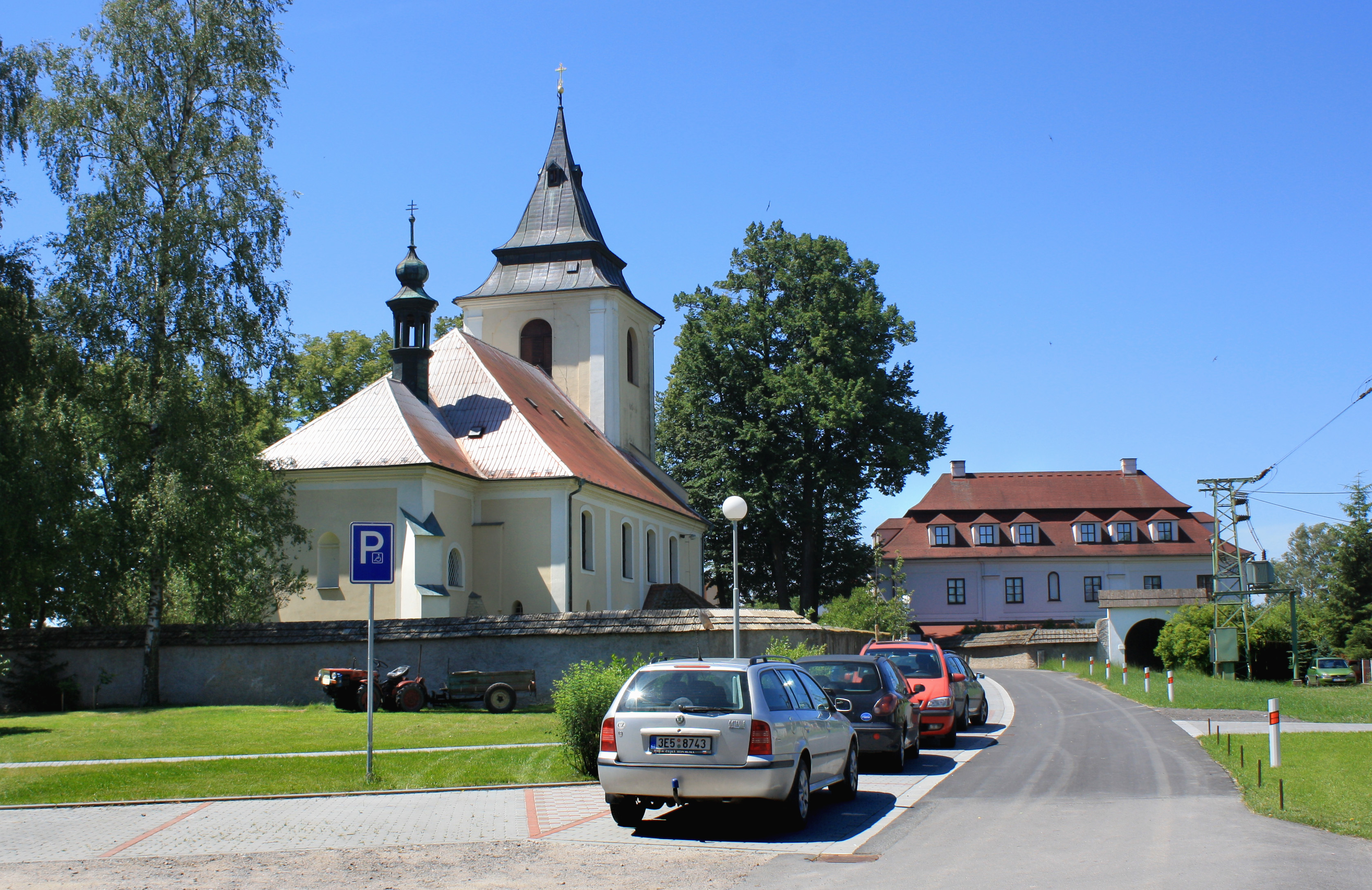
Kostel sv. Mikuláše s farou
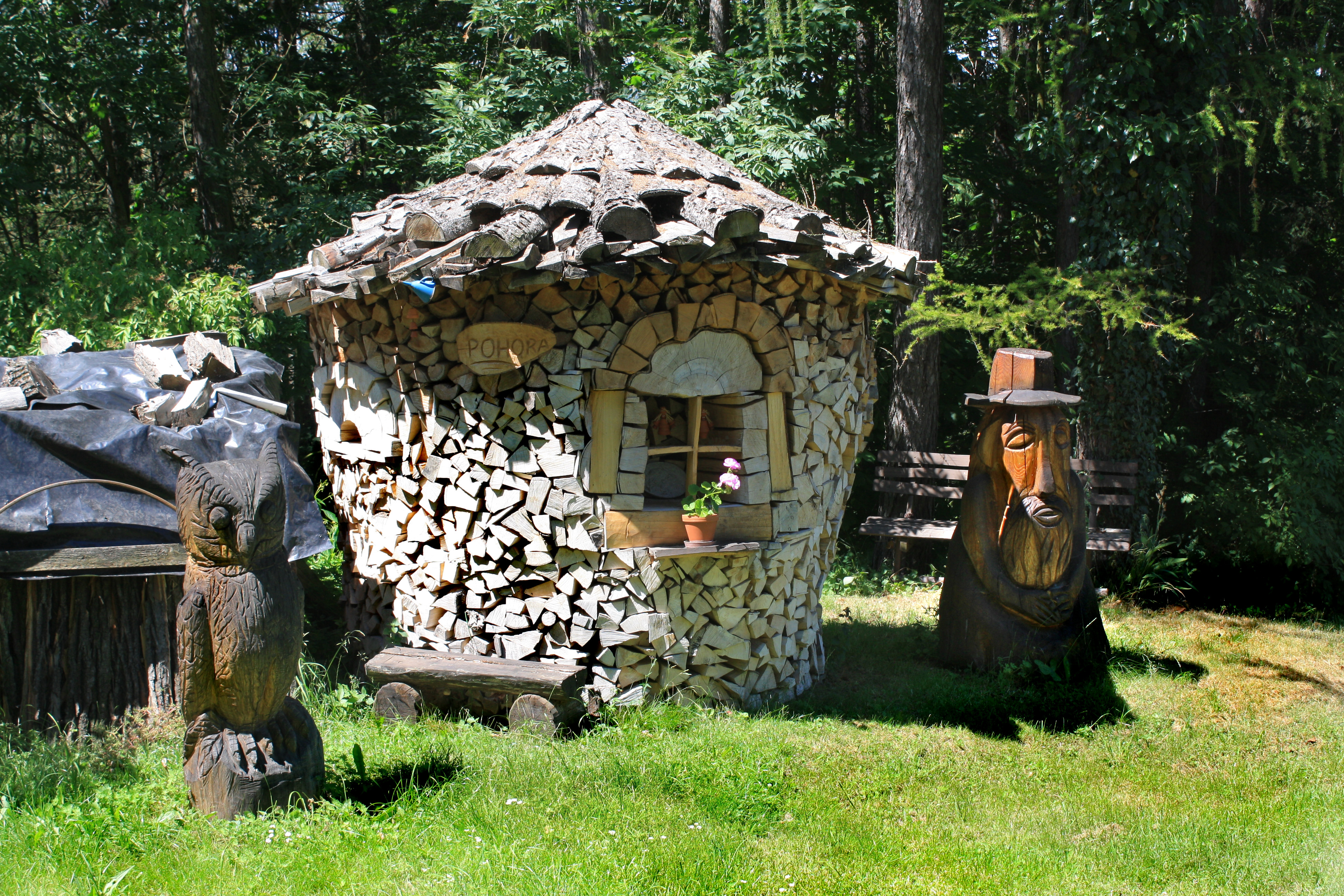
Sochy v jižní části obce
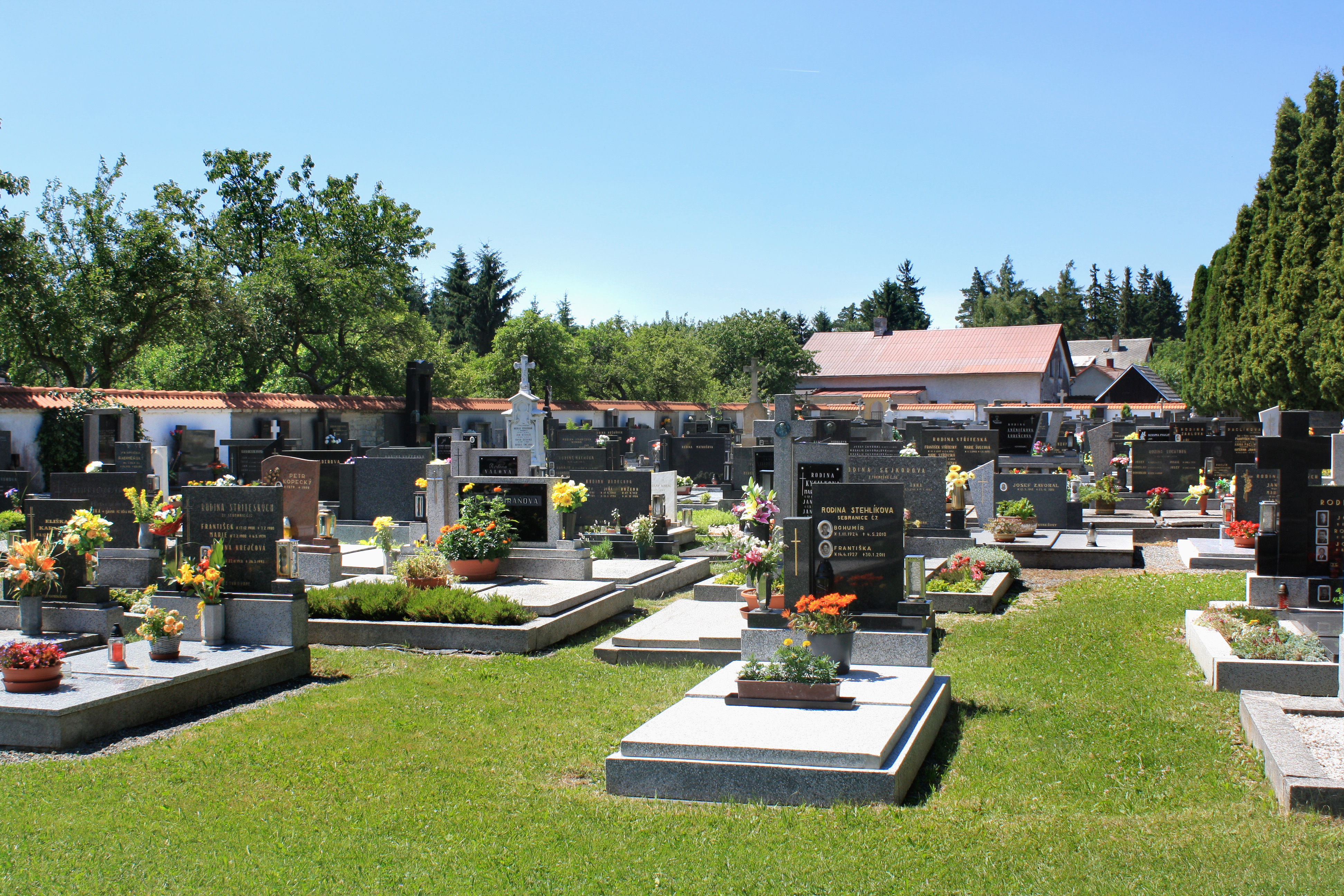
Hřbitov
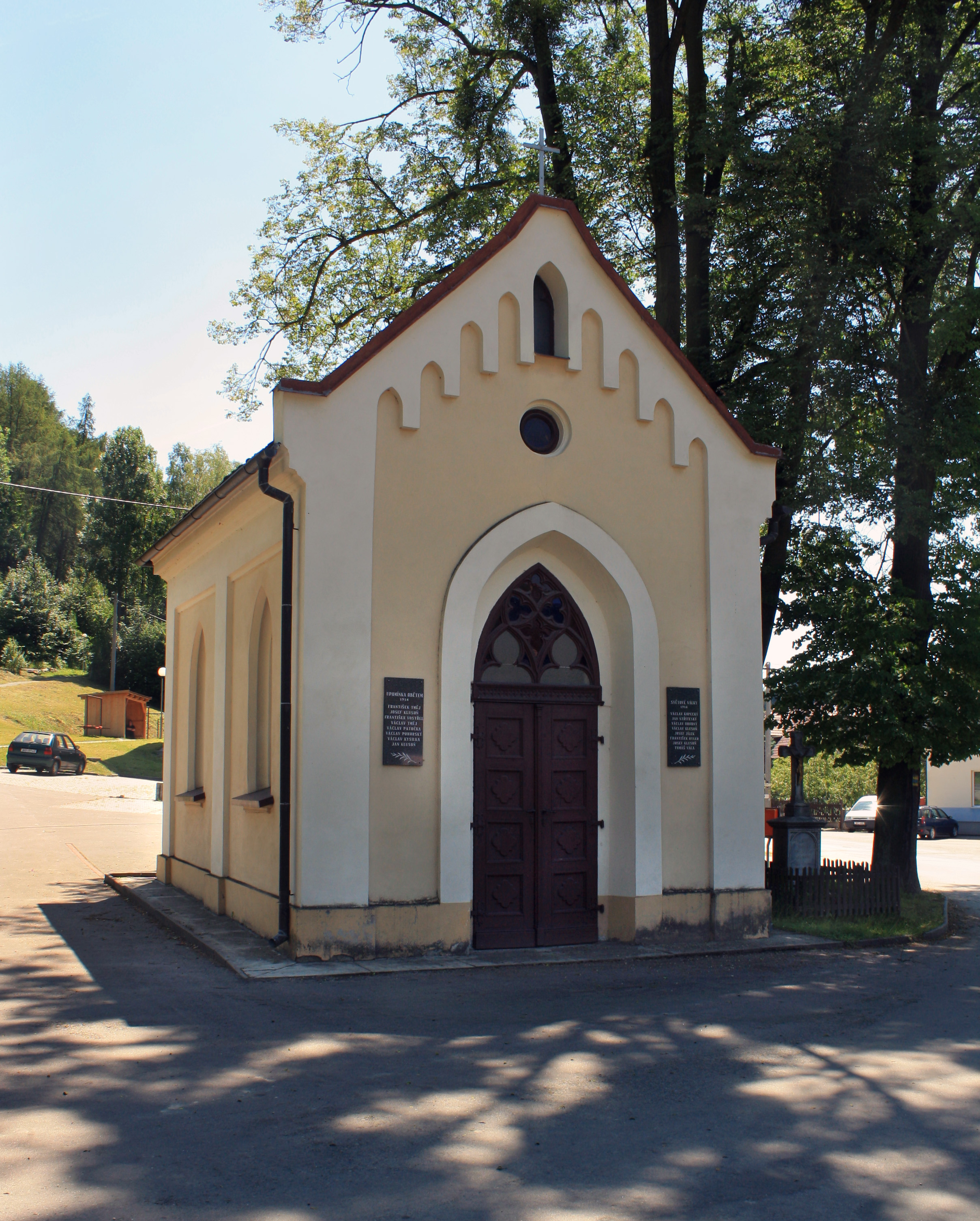
Kaple pod javory
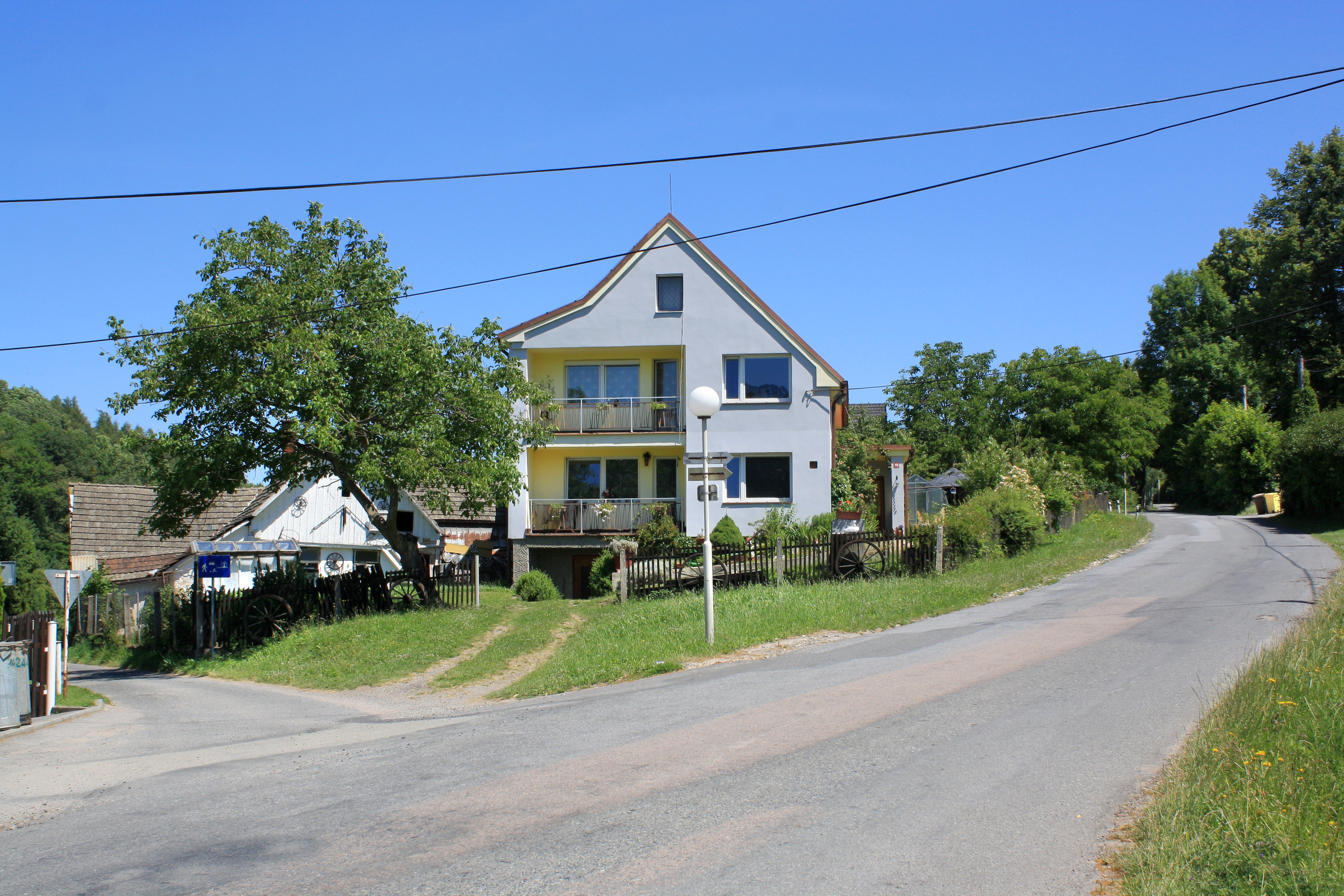
Domky v dolní části